# フェデリコ・デル・カンポ
フェデリコ・デル・カンポ（Federico del Campo、1837年 - 1923年）はペルー生まれの画家である。ヴェネツィアの街の風景を描いた作品で知られている。

## 略歴
リマで生まれたが、若い頃にペルーを離れ、ペルー時代のことは何も知られていない。1865年頃からスペインに渡り、マドリードの王立サン・フェルナンド美術アカデミーで学び、スペインの画家、ロレンソ・バリォス(Lorenzo Vallés: 1831-1910)と友人になった。その後、イタリアに移り、ナポリ、カプリ、ローマ、アッシジ、ヴェネツィアなどの風景を描いた。 フランスのパリでも修行した。1880年からパリのフランス芸術家協会のサロンに出展し、ヴェネツィアに住み、その風景を描くようになった。
ヴェネツィアには当時、チェコ生まれのアントニエッタ・ブランダイス(Antonietta Brandeis: 1848–1926)やスペイン出身のマルティン・リコ(Martín Rico : 1833-1908)、マリアノ・フォルトゥーニ(Mariano Fortuny: 1838-1874)、ラファエル・セネト・ペレス(Rafael Senet y Pérez: 1856-1926)といったイタリア国外出身の画家たちのコミュニティがあって、デル・カンポはマルティン・リコと友人になった。リコとヴェネツィアを訪れる多くの旅行客に人気があったヴェネツィアの風景を描いた。イギリスから訪れる旅行客に特に人気になり、1893年にはロンドンに旅し、上流階級の顧客の注文に応じた。アメリカのシカゴの画商、アーサー・トゥース(Arthur Tooth)によって1893年のシカゴ万国博覧会の期間中、シカゴで作品展が開かれた。多くの注文を受けたため、同じ風景を何度も描くこともあった。これらの成功によって、恵まれた暮らしをしたとされる。晩年のデル・カンポについては、ほとんど知られていないが1923年にロンドンで没した。
ヴェネツィアのカナル・グランデ(運河)の風景、ドゥカーレ宮殿やサン・マルコ寺院などをよく描いた。繊細なタッチや明るい色彩や、独特な空や水面の表現で知られている。

## 作品

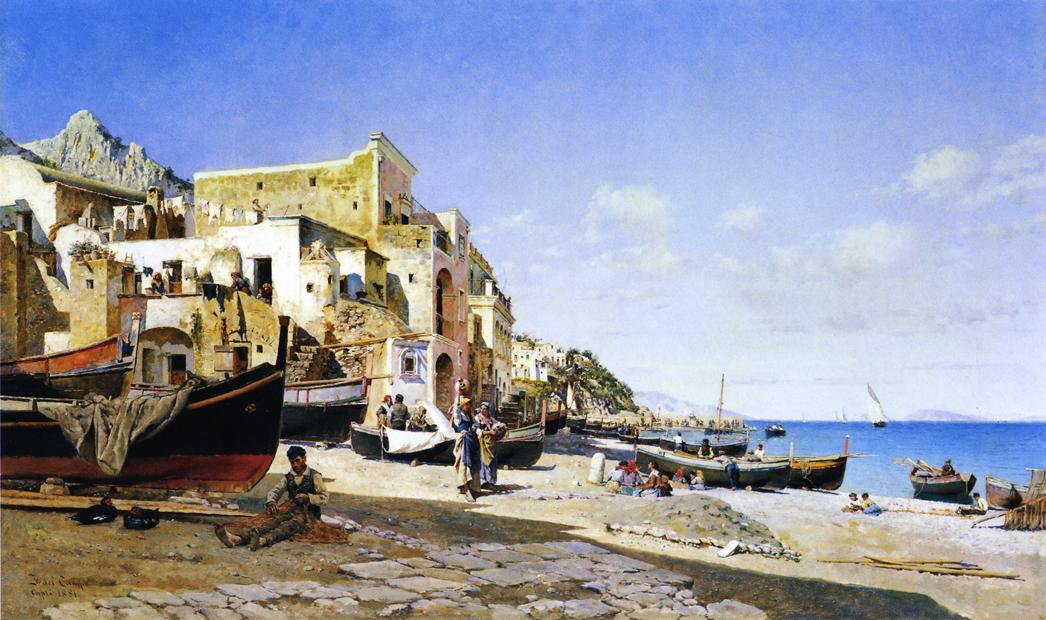
カプリの港 (1881) 個人蔵
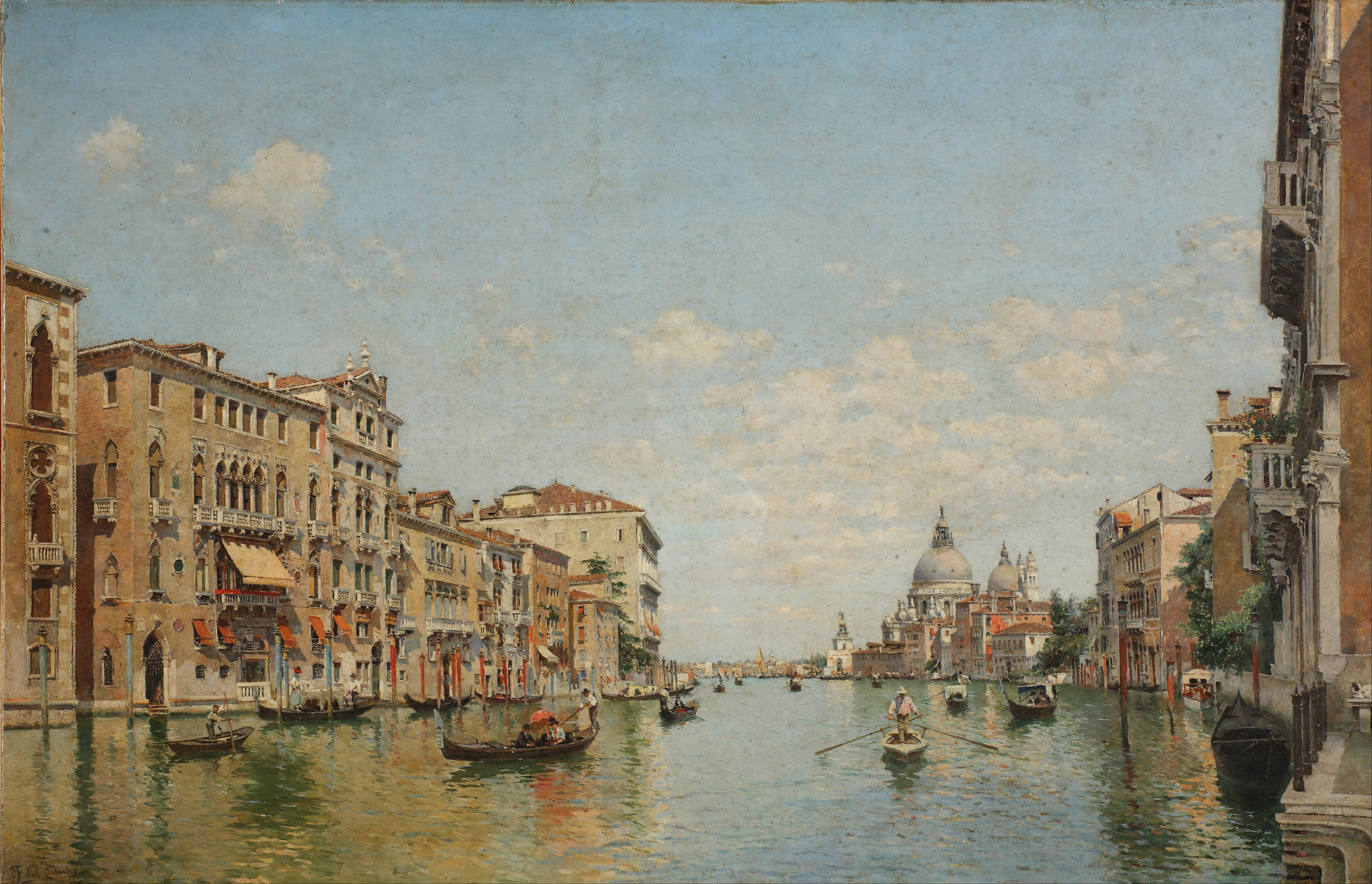
カナル・グランデ(1913) リマ美術館蔵
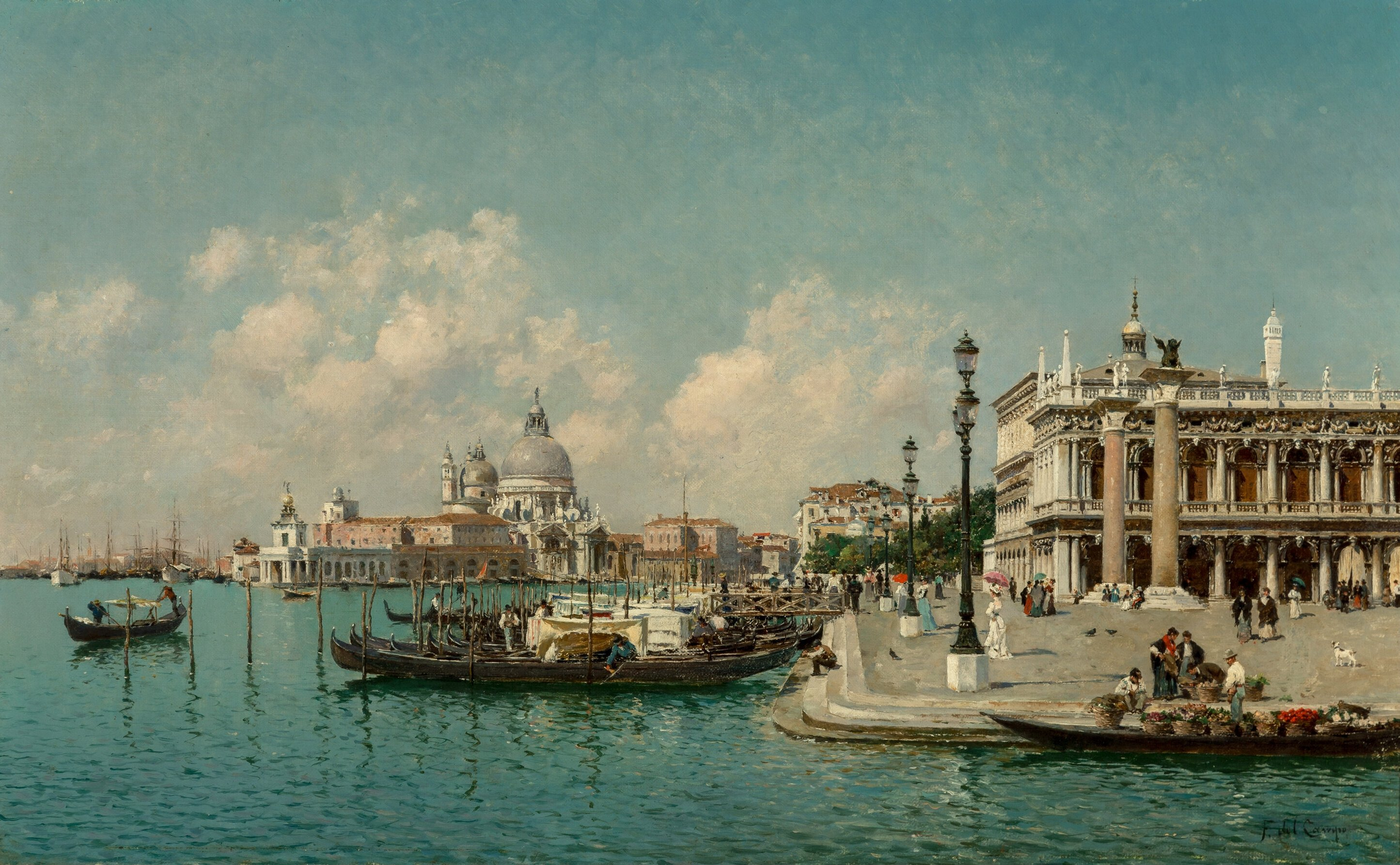
サン・マルコ寺院を望む風景

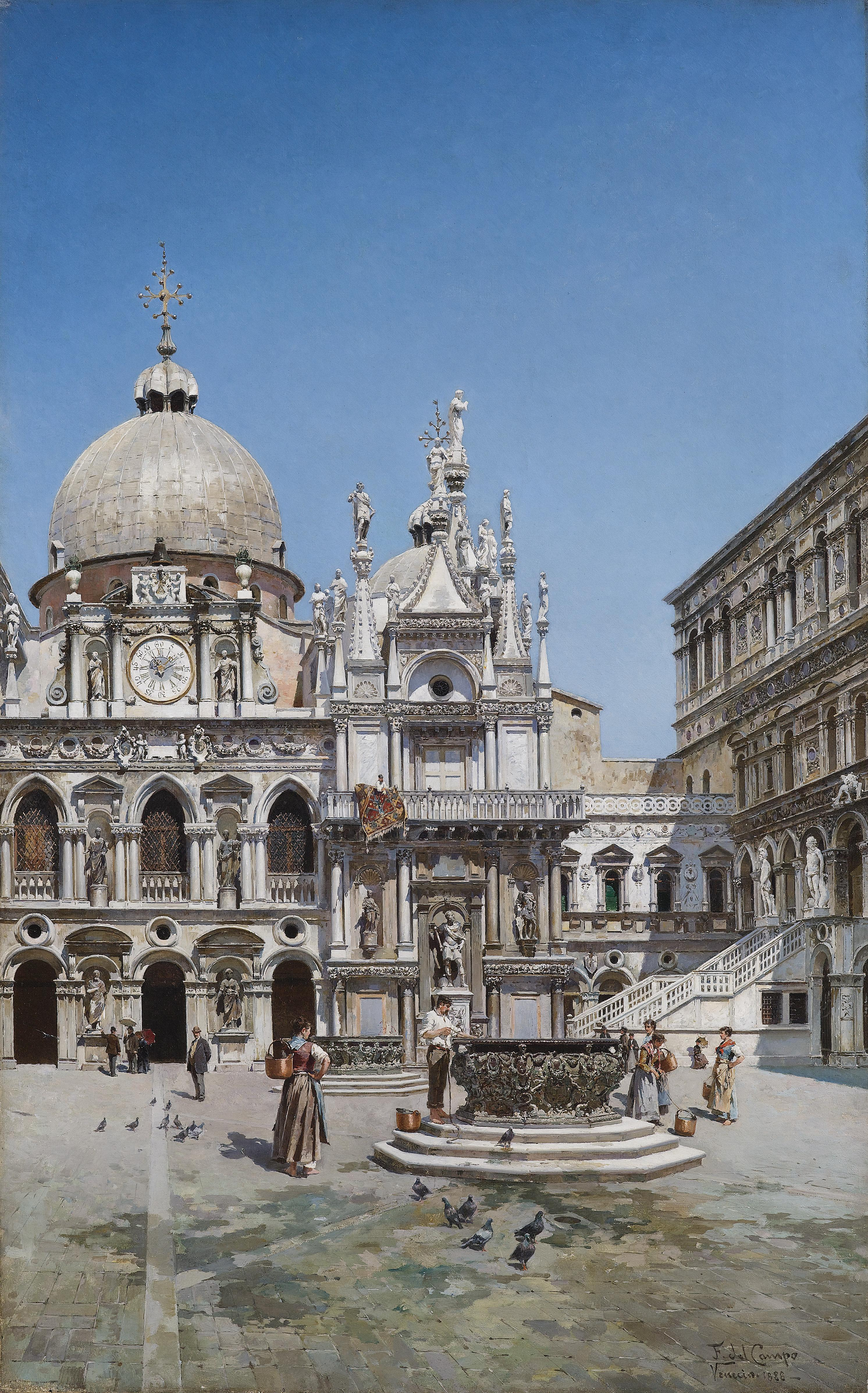
ドゥカーレ宮殿の中庭 (1888) 個人蔵
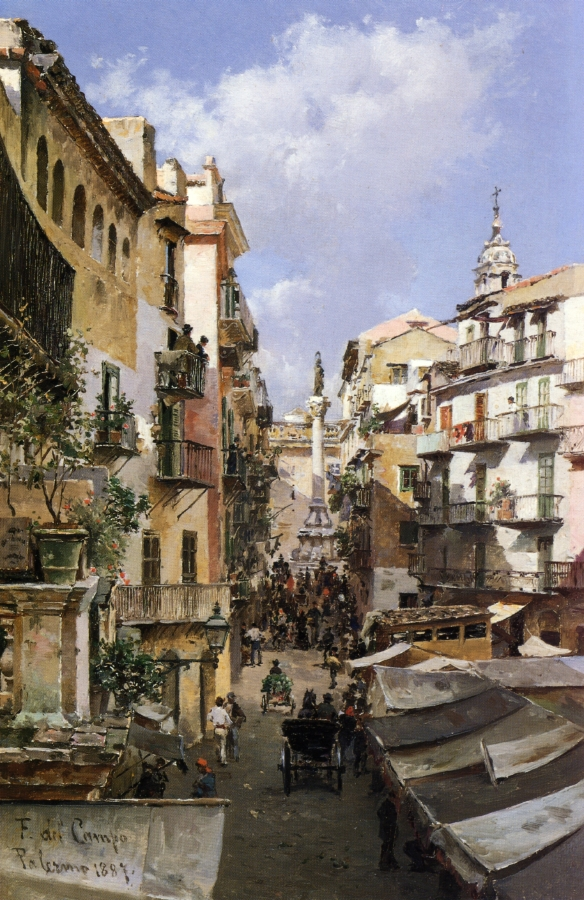
パレルモの風景(c.1887)
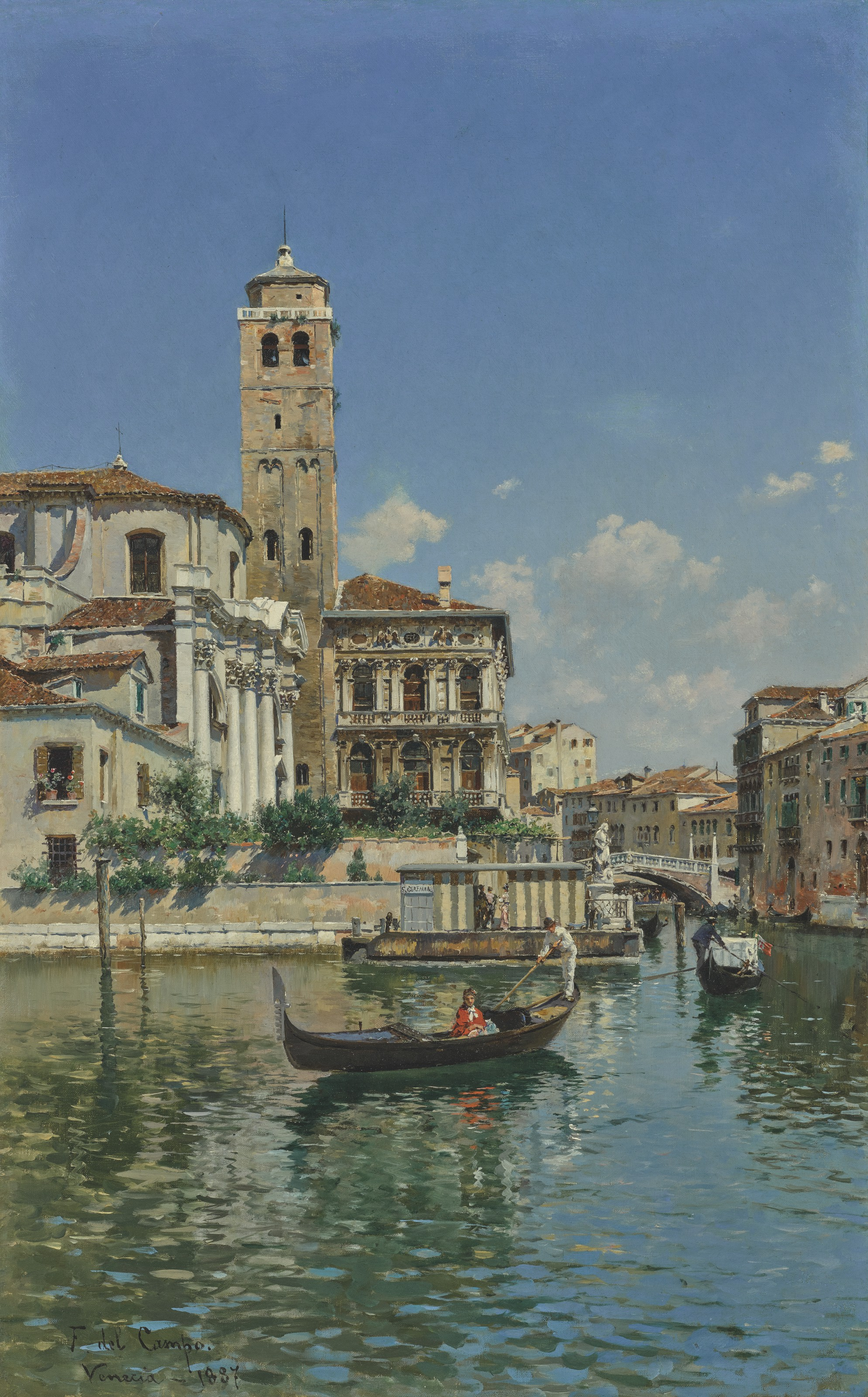
Palazzo Labia
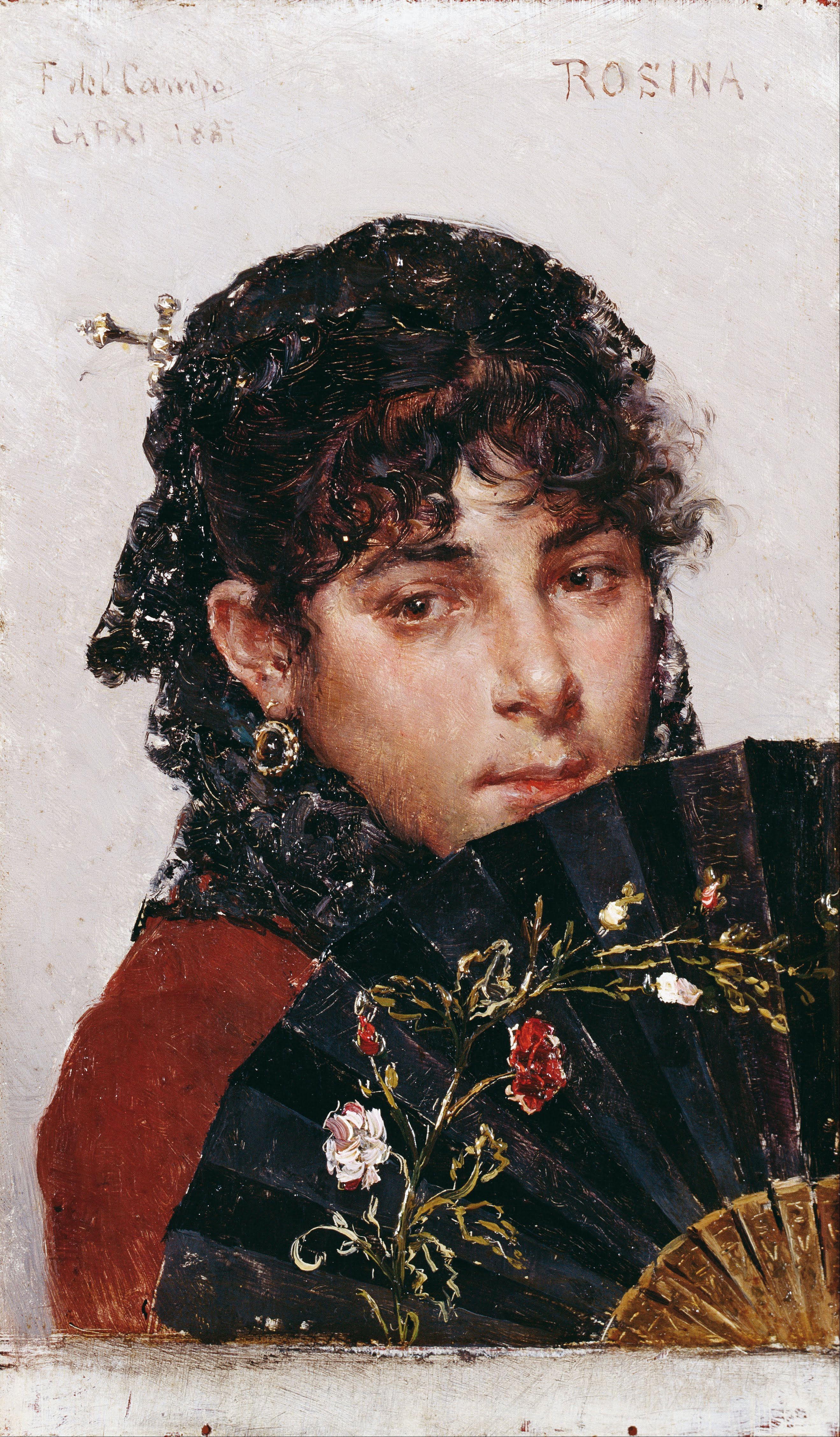
人物画(1887) リマ美術館蔵